# Gründlein
Gründlein ist ein Gemeindeteil der Stadt Stadtsteinach im Landkreis Kulmbach (Oberfranken, Bayern). Gründlein liegt in der Gemarkung Schwand.

## Geografie
Die Einöde liegt auf dem Steilhang der Fränkischen Linie. Ein Anliegerweg führt nach Vorderreuth (0,4 km südöstlich). Südlich des Ortes wurde 1928 ein Kruzifix errichtet.

## Geschichte
In einem Urbar des bambergischen Centamts Stadtsteinach von 1502/10 wurde für Gründlein ein Gut verzeichnet. Auch gegen Ende des 18. Jahrhunderts gab es nur dieses eine Gut. Das Hochgericht übte nach wie vor das Centamt Stadtsteinach aus. Das Kastenamt Stadtsteinach war Grundherr des Anwesens. Der Ort gehörte zur Realgemeinde Vorderreuth.
Mit dem Gemeindeedikt wurde Gründlein dem 1808 gebildeten Steuerdistrikt Schwand und der im gleichen Jahr gebildeten Ruralgemeinde Schwand zugewiesen. Am 1. Januar 1974 wurde Gründlein im Rahmen der Gebietsreform in die Gemeinde Stadtsteinach eingegliedert.

### Einwohnerentwicklung
| Jahr      | 001818 | 001819 | 001861 | 001871 | 001885 | 001900 | 001925 | 001950 | 001961 | 001970 | 001987 |
| Einwohner |        | 4      | 8      | 4      | 5      | 4      | 9      | 8      | 4      | 3      | 3      |
| Häuser    | 1      |        |        |        | 1      | 1      | 1      | 1      | 1      |        | 1      |
| Quelle    | [ 8 ]  | [ 11 ] | [ 12 ] | [ 13 ] | [ 14 ] | [ 15 ] | [ 16 ] | [ 17 ] | [ 18 ] | [ 19 ] | [ 1 ]  |

## Religion
Gründlein ist katholisch geprägt und nach St. Michael (Stadtsteinach) gepfarrt.